# 河合智月
河合 智月（かわい ちげつ、寛永10年（1633年）頃 - 享保3年3月（1718年4月））は、江戸時代初期の女流俳人、近江蕉門。智月尼とも呼ばれる。京都に生まれ近江国に住む。

## 生涯
寛永10年（1633年）頃、山城国（現・京都府）宇佐に生まれ大津の伝馬役兼問屋役河合佐右衛門に嫁いだ。貞享3年（1686年）頃夫と死別し尼となり、後に自身の弟乙州を河合家の養嗣子とした。蕉門きっての女流俳人として知られる。
元禄2年（1689年）12月から松尾芭蕉を自宅に迎える機会が多く、元禄4年（1691年）には東下する芭蕉から「幻住庵記」を形見に贈られた。智月は膳所滞在中の芭蕉の身辺の面倒を見た。芭蕉がよく湖南方面へ出かけたのは、智月を始めとする暖かく芭蕉を迎える近江蕉門の存在があったためと思われる。
「ある日智月は芭蕉に句を記念にしたいので請うた。芭蕉は遺句を請われたことに苦笑したが、その求めに応じた。その年、元禄7年10月12日（1694年11月28日）に芭蕉が亡くなったことから、門人は奇異を感じた。」とのエピソードが残っている。芭蕉の葬儀に際しては智月と養嗣子乙州の妻とが芭蕉の浄着を縫った 。享保3年3月（1718年4月）智月は死去した。
森川許六は俳諧問答においてその作風を「乙州よりまさる」と評しながら、「五色の内、ただ一色を染め出だせり」と単調な点を指摘した なお乙州も芭蕉に師事し、後に芭蕉より「梅若菜 鞠子の宿の とろろ汁」の餞別句を送られた。

## 代表句
有ると無きと 二本さしけり けしの花
哥がるた にくき人かな ほとゝぎす　
雲の間の 星見てゐるよ 時鳥
年よれば 聲はかるゝぞ きりぎりす
広庭に ゆたかに開く 牡丹かな
ひる迄は さのみいそがず 時鳥
見やるさえ 旅人さむし 石部山
麥藁の 家してやらん 雨蛙
やまつゝじ 海に見よとや 夕日影
わが年の よるともしらず 花さかり